# Fußball-Weltmeisterschaft 1978/Gruppe B
| Pl. | Land        | Sp. | S | U | N | Tore    | Diff. | Punkte |
| --- | ----------- | --- | - | - | - | ------- | ----- | ------ |
| 1.  | Argentinien | 3   | 2 | 1 | 0 | 008:000 | +8    | 05:10  |
| 2.  | Brasilien   | 3   | 2 | 1 | 0 | 006:100 | +5    | 05:10  |
| 3.  | Polen       | 3   | 1 | 0 | 2 | 002:500 | −3    | 02:40  |
| 4.  | Peru        | 3   | 0 | 0 | 3 | 000:100 | −10   | 0:60   |

Gruppe B der Fußball-Weltmeisterschaft 1978:

## Brasilien – Peru 3:0 (2:0)
| Brasilien                                                                   | Brasilien | Peru | Peru |
| --------------------------------------------------------------------------- | --- | --- | ---- |
| Brasilien                                                                   | \| 1. Gruppenspiel \| \| Mittwoch, 14. Juni 1978 um 16:45 Uhr in Mendoza (Estadio Ciudad de Mendoza) \| \| Zuschauer: 31.278 \| \| Schiedsrichter: Nicolae Rainea ( Rumänien) \| \| Spielbericht \| | \| 1. Gruppenspiel \| \| Mittwoch, 14. Juni 1978 um 16:45 Uhr in Mendoza (Estadio Ciudad de Mendoza) \| \| Zuschauer: 31.278 \| \| Schiedsrichter: Nicolae Rainea ( Rumänien) \| \| Spielbericht \|                                                                 | Peru |
| Brasilien                                                                   | Émerson Leão – Oscar – Toninho, Amaral, José Rodrigues Neto – Toninho Cerezo (76. Chicão), Batista, Jorge Pinto Mendonça, Dirceu – Gil (70. Zico), Roberto Dinamite Cheftrainer: Cláudio Coutinho   | Ramón Quiroga – Héctor Chumpitaz – Jaime Duarte, Rodulfo Manzo, Rubén Toribio Díaz (11. José Navarro) – José Velásquez, César Cueto, Teófilo Cubillas – Juan Muñante, Guillermo La Rosa, Juan Carlos Oblitas (46. Percy Rojas) Cheftrainer: Marcos Calderón Medrano | Peru |
| Brasilien                                                                   | 1:0 Dirceu (15.) 2:0 Dirceu (28.) 3:0 Zico (73., Foulelfmeter) | | Peru |
| Brasilien                                                                   | Roberto Dinamite (80.) | Velásquez (75.) | Peru |
| 1. Gruppenspiel                                                             | | |      |
| Mittwoch, 14. Juni 1978 um 16:45 Uhr in Mendoza (Estadio Ciudad de Mendoza) | | |      |
| Zuschauer: 31.278                                                           | | |      |
| Schiedsrichter: Nicolae Rainea ( Rumänien)                                  | | |      |
| Spielbericht                                                                | | |      |

## Argentinien – Polen 2:0 (1:0)
| Argentinien                                                                   | Argentinien | Polen | Polen |
| ----------------------------------------------------------------------------- | --- | --- | ----- |
| Argentinien                                                                   | \| 1. Gruppenspiel \| \| Mittwoch, 14. Juni 1978 um 19:15 Uhr in Rosario (Estadio Gigante de Arroyito) \| \| Zuschauer: 37.091 \| \| Schiedsrichter: Ulf Eriksson ( Schweden) \| \| Spielbericht \|                                                           | \| 1. Gruppenspiel \| \| Mittwoch, 14. Juni 1978 um 19:15 Uhr in Rosario (Estadio Gigante de Arroyito) \| \| Zuschauer: 37.091 \| \| Schiedsrichter: Ulf Eriksson ( Schweden) \| \| Spielbericht \|                                                 | Polen |
| Argentinien                                                                   | Ubaldo Fillol – Daniel Passarella – Jorge Olguín, Luis Galván, Alberto Tarantini – Osvaldo Ardiles, Américo Gallego, José Daniel Valencia (75. Ricardo Villa) – René Houseman (83. Oscar Ortiz), Mario Kempes, Daniel Bertoni Cheftrainer: César Luis Menotti | Jan Tomaszewski – Henryk Kasperczak – Henryk Maculewicz, Władysław Żmuda, Antoni Szymanowski – Adam Nawałka, Kazimierz Deyna , Zbigniew Boniek, Bohdan Masztaler (64. Włodzimierz Mazur) – Grzegorz Lato, Andrzej Szarmach Cheftrainer: Jacek Gmoch | Polen |
| Argentinien                                                                   | 1:0 Kempes (16.) 2:0 Kempes (71.) | | Polen |
| Argentinien                                                                   | Gallego (40.) | Maculewicz (40.) | Polen |
| Argentinien                                                                   | Fillol hält Handelfmeter von Deyna (38.) | | Polen |
| 1. Gruppenspiel                                                               | | |       |
| Mittwoch, 14. Juni 1978 um 19:15 Uhr in Rosario (Estadio Gigante de Arroyito) | | |       |
| Zuschauer: 37.091                                                             | | |       |
| Schiedsrichter: Ulf Eriksson ( Schweden)                                      | | |       |
| Spielbericht                                                                  | | |       |

## Polen – Peru 1:0 (0:0)
| Polen                                                                      | Polen | Peru | Peru |
| -------------------------------------------------------------------------- | --- | --- | ---- |
| Polen                                                                      | \| 2. Gruppenspiel \| \| Sonntag, 18. Juni 1978 um 13:45 Uhr in Mendoza (Estadio Ciudad de Mendoza) \| \| Zuschauer: 35.288 \| \| Schiedsrichter: Pat Partridge ( England) \| \| Spielbericht \|                                                                        | \| 2. Gruppenspiel \| \| Sonntag, 18. Juni 1978 um 13:45 Uhr in Mendoza (Estadio Ciudad de Mendoza) \| \| Zuschauer: 35.288 \| \| Schiedsrichter: Pat Partridge ( England) \| \| Spielbericht \|                                                             | Peru |
| Polen                                                                      | Zygmunt Kukla – Jerzy Gorgoń – Antoni Szymanowski, Władysław Żmuda, Henryk Maculewicz – Adam Nawałka, Kazimierz Deyna , Zbigniew Boniek (86. Włodzimierz Lubański), Bohdan Masztaler (46. Henryk Kasperczak) – Grzegorz Lato, Andrzej Szarmach Cheftrainer: Jacek Gmoch | Ramón Quiroga – Héctor Chumpitaz – Jaime Duarte, Rodulfo Manzo, José Navarro – César Cueto, Alfredo Quesada, Teófilo Cubillas – Juan Muñante (46. Percy Rojas), Guillermo La Rosa (74. Hugo Sotil), Juan Carlos Oblitas Cheftrainer: Marcos Calderón Medrano | Peru |
| Polen                                                                      | 1:0 Szarmach (65.) | | Peru |
| Polen                                                                      | Gorgoń, Boniek | Manzo, Quiroga (89.) | Peru |
| 2. Gruppenspiel                                                            | | |      |
| Sonntag, 18. Juni 1978 um 13:45 Uhr in Mendoza (Estadio Ciudad de Mendoza) | | |      |
| Zuschauer: 35.288                                                          | | |      |
| Schiedsrichter: Pat Partridge ( England)                                   | | |      |
| Spielbericht                                                               | | |      |

## Argentinien – Brasilien 0:0
| Argentinien                                                                  | Argentinien | Brasilien | Brasilien |
| ---------------------------------------------------------------------------- | --- | --- | --------- |
| Argentinien                                                                  | \| 2. Gruppenspiel \| \| Sonntag, 18. Juni 1978 um 19:15 Uhr in Rosario (Estadio Gigante de Arroyito) \| \| Zuschauer: 37.326 \| \| Schiedsrichter: Károly Palotai ( Ungarn) \| \| Spielbericht \|                                                        | \| 2. Gruppenspiel \| \| Sonntag, 18. Juni 1978 um 19:15 Uhr in Rosario (Estadio Gigante de Arroyito) \| \| Zuschauer: 37.326 \| \| Schiedsrichter: Károly Palotai ( Ungarn) \| \| Spielbericht \| | Brasilien |
| Argentinien                                                                  | Ubaldo Fillol – Daniel Passarella – Jorge Olguín, Luis Galván, Alberto Tarantini – Osvaldo Ardiles (46. Ricardo Villa), Mario Kempes, Américo Gallego – Daniel Bertoni, Leopoldo Luque, Oscar Ortiz (60. Norberto Alonso) Cheftrainer: César Luis Menotti | Émerson Leão – Oscar – Toninho, Amaral, José Rodrigues Neto (34. Edinho) – Chicão, Batista, Jorge Pinto Mendonça (67. Zico), Dirceu – Gil, Roberto Dinamite Cheftrainer: Cláudio Coutinho          | Brasilien |
| Argentinien                                                                  | Villa | Chicão, Edinho, Zico | Brasilien |
| 2. Gruppenspiel                                                              | | |           |
| Sonntag, 18. Juni 1978 um 19:15 Uhr in Rosario (Estadio Gigante de Arroyito) | | |           |
| Zuschauer: 37.326                                                            | | |           |
| Schiedsrichter: Károly Palotai ( Ungarn)                                     | | |           |
| Spielbericht                                                                 | | |           |

## Brasilien – Polen 3:1 (1:1)
| Brasilien                                                                   | Brasilien | Polen | Polen |
| --------------------------------------------------------------------------- | --- | --- | ----- |
| Brasilien                                                                   | \| 3. Gruppenspiel \| \| Mittwoch, 21. Juni 1978 um 16:45 Uhr in Mendoza (Estadio Ciudad de Mendoza) \| \| Zuschauer: 39.586 \| \| Schiedsrichter: Juan Silvagno Cavanna ( Chile) \| \| Spielbericht \| | \| 3. Gruppenspiel \| \| Mittwoch, 21. Juni 1978 um 16:45 Uhr in Mendoza (Estadio Ciudad de Mendoza) \| \| Zuschauer: 39.586 \| \| Schiedsrichter: Juan Silvagno Cavanna ( Chile) \| \| Spielbericht \|                                          | Polen |
| Brasilien                                                                   | Émerson Leão – Oscar – Nelinho, Amaral, Toninho – Toninho Cerezo (77. Roberto Rivelino), Batista, Zico (7. Jorge Pinto Mendonça), Dirceu – Gil, Roberto Dinamite Cheftrainer: Cláudio Coutinho          | Zygmunt Kukla – Jerzy Gorgoń – Antoni Szymanowski, Władysław Żmuda, Henryk Maculewicz – Adam Nawałka, Kazimierz Deyna , Henryk Kasperczak (64. Włodzimierz Lubański), Zbigniew Boniek – Grzegorz Lato, Andrzej Szarmach Cheftrainer: Jacek Gmoch | Polen |
| Brasilien                                                                   | 1:0 Nelinho (12.) 2:1 Roberto Dinamite (57.) 3:1 Roberto Dinamite (63.) | 1:1 Lato (45.) | Polen |
| Brasilien                                                                   | Mendonça (50.), Toninho Cerezo (53.) | | Polen |
| 3. Gruppenspiel                                                             | | |       |
| Mittwoch, 21. Juni 1978 um 16:45 Uhr in Mendoza (Estadio Ciudad de Mendoza) | | |       |
| Zuschauer: 39.586                                                           | | |       |
| Schiedsrichter: Juan Silvagno Cavanna ( Chile)                              | | |       |
| Spielbericht                                                                | | |       |

## Argentinien – Peru 6:0 (2:0)
| Argentinien                                                                   | Argentinien | Peru | Peru |
| ----------------------------------------------------------------------------- | --- | --- | ---- |
| Argentinien                                                                   | \| 3. Gruppenspiel \| \| Mittwoch, 21. Juni 1978 um 19:15 Uhr in Rosario (Estadio Gigante de Arroyito) \| \| Zuschauer: 37.315 \| \| Schiedsrichter: Robert Wurtz ( Frankreich) \| \| Spielbericht \|                                                | \| 3. Gruppenspiel \| \| Mittwoch, 21. Juni 1978 um 19:15 Uhr in Rosario (Estadio Gigante de Arroyito) \| \| Zuschauer: 37.315 \| \| Schiedsrichter: Robert Wurtz ( Frankreich) \| \| Spielbericht \|                                      | Peru |
| Argentinien                                                                   | Ubaldo Fillol – Daniel Passarella – Jorge Olguín, Luis Galván, Alberto Tarantini – Omar Larrosa, Mario Kempes, Américo Gallego (85. Miguel Oviedo) – Daniel Bertoni (64. René Houseman), Leopoldo Luque, Oscar Ortiz Cheftrainer: César Luis Menotti | Ramón Quiroga – Héctor Chumpitaz – Jaime Duarte, Rodulfo Manzo, Roberto Rojas – César Cueto, José Velásquez (51. Raúl Gorriti), Alfredo Quesada, Teófilo Cubillas – Juan Muñante, Juan Carlos Oblitas Cheftrainer: Marcos Calderón Medrano | Peru |
| Argentinien                                                                   | 1:0 Kempes (21.) 2:0 Tarantini (43.) 3:0 Kempes (48.) 4:0 Luque (50.) 5:0 Houseman (67.) 6:0 Luque (72.) | | Peru |
| Argentinien                                                                   | Quesada, Velásquez | | Peru |
| 3. Gruppenspiel                                                               | | |      |
| Mittwoch, 21. Juni 1978 um 19:15 Uhr in Rosario (Estadio Gigante de Arroyito) | | |      |
| Zuschauer: 37.315                                                             | | |      |
| Schiedsrichter: Robert Wurtz ( Frankreich)                                    | | |      |
| Spielbericht                                                                  | | |      |